# 州级公路
州级公路（英語：State highway），或称省级公路、州道、省道是指由州、省一级地方政府建筑或维护的公路系统。大多數國家的州级公路的道路等級要低於中央政府設立的國家級公路，但只有加拿大例外。